# Saenchai
Saenchai (en thaï : แสนชัย ซินบีมวยไทย), né le 30 juillet 1980 dans la province de Maha Sarakham, est un combattant de muay-thaï. 
Il a remporté le titre de Champion du Stade de boxe du Lumpinee dans quatre catégories de poids différentes. 
Il est considéré comme l'un des meilleurs combattants de tous les temps. 
Il a joué un petit rôle d'acteur (garde du corps du roi d'Ayutthaya) dans le film Yamada, la voie du samouraï de Nopporn Watin, film inspiré de la vie de Yamada Nagamasa (1590-1630).

## Biographie
Saenchai débute la boxe à l'âge de huit ans au camp Sor Kingstar à Khon Kaen. Il part ensuite pour Bangkok à 17 ans où il intègre le camp Jocky Gym pendant cinq ans. 
Il obtient le titre de Champion du Lumpinee en 1997 dans la catégorie super-mouche, puis en 1998 dans la catégorie poids coqs. Il est ensuite transféré au Kamsing Gym, le camp d'entraînement de Somluck Kamsing,. 

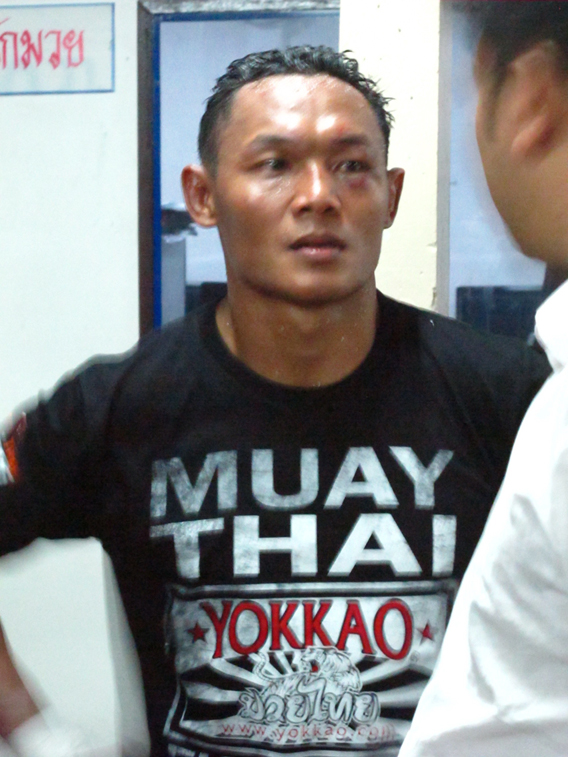
Saenchai en 2011

Après un différend avec Somluck au sujet de combats au Japon, Saenchai a rejoint le Kingstar Gym. Il obtient deux nouvelles ceintures au Lumpinee dans les catégories poids plumes et poids légers. 
Il a été nommé « Combattant de l'année » par Sports Writers of Thailand en 1999 et 2008. Combattant ultra-technique, il est connu pour son coup de pied de roue aussi appelé « roulette ».
Saenchai s'est retiré du circuit thaïlandais en 2014 mais continue à se battre activement contre des boxeurs étrangers.

## Palmarès en boxe anglaise
| 5 combats       | 5 victoires | 0 défaites |
| Avant la limite | 2           | 0          |
| Sur décision    | 3           | 0          |

## Filmographie
- 2010 : Yamada, la voie du samouraï
- 2025 : Ziam